# Красный Октябрь (Ярославская область)
Красный Октябрь — посёлок Борисоглебского района Ярославской области, входит в состав Борисоглебского сельского поселения.

## География
Расположен в 13 км на северо-запад от райцентра посёлка Борисоглебский.

## История
В конце XIX — начале XX на территории посёлка существовало сельцо Петровское, входившее в состав Ивановской волости Ростовского уезда Ярославской губернии. 
С 1929 года сельцо Петровское входило в состав Михайловского сельсовета Борисоглебского района, с 1954 года — в составе Пестовского сельсовета. В 1959 году посёлок совхоза "Красный Октябрь", основанный на месте сельца Петровского становится центром  Краснооктябрьского сельсовета, с 2005 года посёлок — в составе Борисоглебского сельского поселения.

## Население
| 1859 | 2007 | 2010 |
| ---- | ---- | ---- |
| 21   | ↗500 | ↘451 |

## Инфраструктура
В посёлке имеются Краснооктябрьская основная общеобразовательная школа (открыта в 1956 году), детский сад, клуб, отделение почтовой связи.